# Mata Ie (Pasie Raja)
Mata Ie is een bestuurslaag in het regentschap Aceh Selatan van de provincie Atjeh, Indonesië. Mata Ie telt 598 inwoners (volkstelling 2010).